# Kościół Zmartwychwstania Pańskiego w Katowicach
Kościół Zmartwychwstania Pańskiego w Katowicach – kościół parafialny parafii Ewangelicko-Augsburskiej w Katowicach, położony w przy ulicy Warszawskiej 18 w Katowicach, na terenie dzielnicy Śródmieście. Przynależy do diecezji katowickiej Kościoła Ewangelicko-Augsburskiego w RP.
Wybudowany został w latach 1856–1858 w stylu arkadowym według projektu Richarda Lucaego, będąc jednocześnie pierwszą murowaną świątynią w Katowicach. W późniejszych latach kościół był dwukrotnie powiększany. W latach 1945–1947 był użytkowany przez katolików, a 2 lutego 1982 roku wpisany został do rejestru zabytków nieruchomych.

## Historia

### Geneza i budowa kościoła

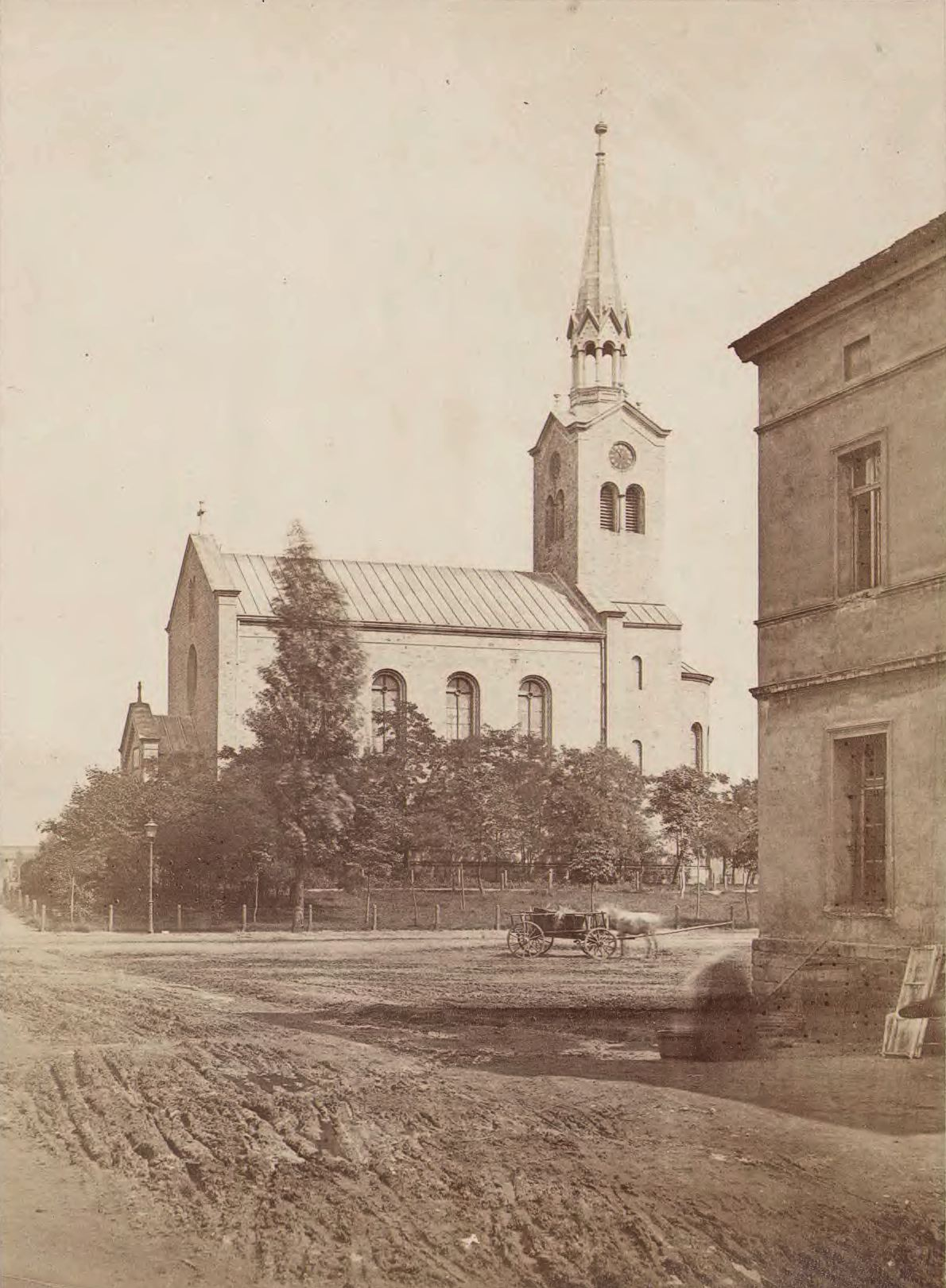
Kościół ewangelicki w pierwotnej formie na zdjęciu z około 1872 roku

Parafia ewangelicka w Katowicach została powołana w 1854 roku, a należeli do niej wówczas m.in. najbardziej wpływowi mieszkańcy: właściciel dóbr Hubert von Tiele-Winckler, ich zarządca Friedrich Wilhelm Grundmann oraz Richard Holtze. Pierwsze nabożeństwo odbyło się w hali huty „Martha” 24 grudnia 1854 roku, a odprawił je sprowadzony z Tarnowskich Gór ks. Gotthold Christian Clausnitzer. Zaadaptowana hala hutnicza nie zaspokajała oczekiwań wiernych. Nieustannie przedostawał się do niej hałas i pył, co też nie sprzyjało odświętnej atmosferze, a także obawiano się, że na powrót będzie ona pełnić swoją pierwotną funkcję.
W listopadzie 1855 roku Hubert von Tiele-Winckler przekazał pod budowę kościoła i szkoły parcelę. Wybrano plac położony kilkaset metrów od późniejszego Rynku, przy drodze do Mysłowic (późniejsza ulica Warszawska). Kamień węgielny pod budowę położono 17 lipca 1856 roku w fundamenty ołtarza. Umieszczono także kapsułę czasu, w której oprócz aktu erekcyjnego znajdował się dokument opisujący historię Katowic autorstwa Richarda Holtzego. Uroczystość ta odbyła się z udziałem licznie zgromadzonych gości, a przemówienia wygłoszono zarówno w języku niemieckim, jak i po polsku.
Budową świątyni kierował mistrz murarski Julius Haase, którego bezpośrednim zwierzchnikiem był Heinrich Moritz August Nottebohm. Celem przyspieszenia prac przewieziono piaskowiec pochodzący z kamieniołomów Tiele-Winklerów w Orzeszu i zgromadzony w Miechowicach, gdzie w od 1852 roku z inicjatywy wdowy po Franzu von Wincklerze, Marii, budowano kościół rzymskokatolicki pw. Świętego Krzyża. Budowę wizytował także król Prus Fryderyk Wilhelm IV.
Prace ziemne rozpoczęto w kwietniu 1856 roku, a budowę i wyposażenie świątyni zakończono na początku września 1858 roku. Poświęcenie kościoła nastąpiło 29 września 1858 roku. Nadano mu wezwanie Zmartwychwstania Pańskiego. Koszt budowy wyniósł prawie 18,7 tys. talarów, a jego budowę wsparli m.in.: Hubert von Tiele-Winckler kwotą 5 tys. talarów oraz Friedrich Wilhelm Grundmann kwotą 2 tys. talarów.
Świątynię zaprojektował berliński architekt Richard Lucae, a jego projekt konsultował Friedrich August Stüler. Została wzniesiona w stylu neoromańskim, w odmianie stylu okrągło-łukowego (niem. Rundbogenstil), zwanego także arkadowym. Powstała wówczas budowla salowa, przykryta dwuspadowym dachem, z masywną wieżą nad chórem zakończonym półkolistą apsydą i z kruchtą wejściową mieszczącą trzy smukłe arkady wejściowe. Świątynia była nieduża, posiadająca 304 miejsca siedzące. Był to zarazem pierwszy murowany kościół w Katowicach.
Dla nowego kościoła powstał skromny ołtarz, w którym znajdował się obraz Zmartwychwstania Pańskiego. Został wykonany w Paryżu przez malarza Friedricha Augusta Bouterweka. W 1865 roku na wieży kościoła zamontowano zegar firmy Carla Weissa z Głogowa, a także 15-głosowe organy zbudowane przez firmę Carla Volkmanna z Gliwic.
Kościół ewangelicki stał się nie tylko miejscem modlitw, ale też organizowano w nim koncerty. W 1872 roku zaproszono do Katowic Oskara Meistera, który założył Instytut Muzyczny. Zapraszał też wybitnych muzyków i śpiewaków do koncertowania w mieście.

### Rozbudowa kościoła i dalsza historia

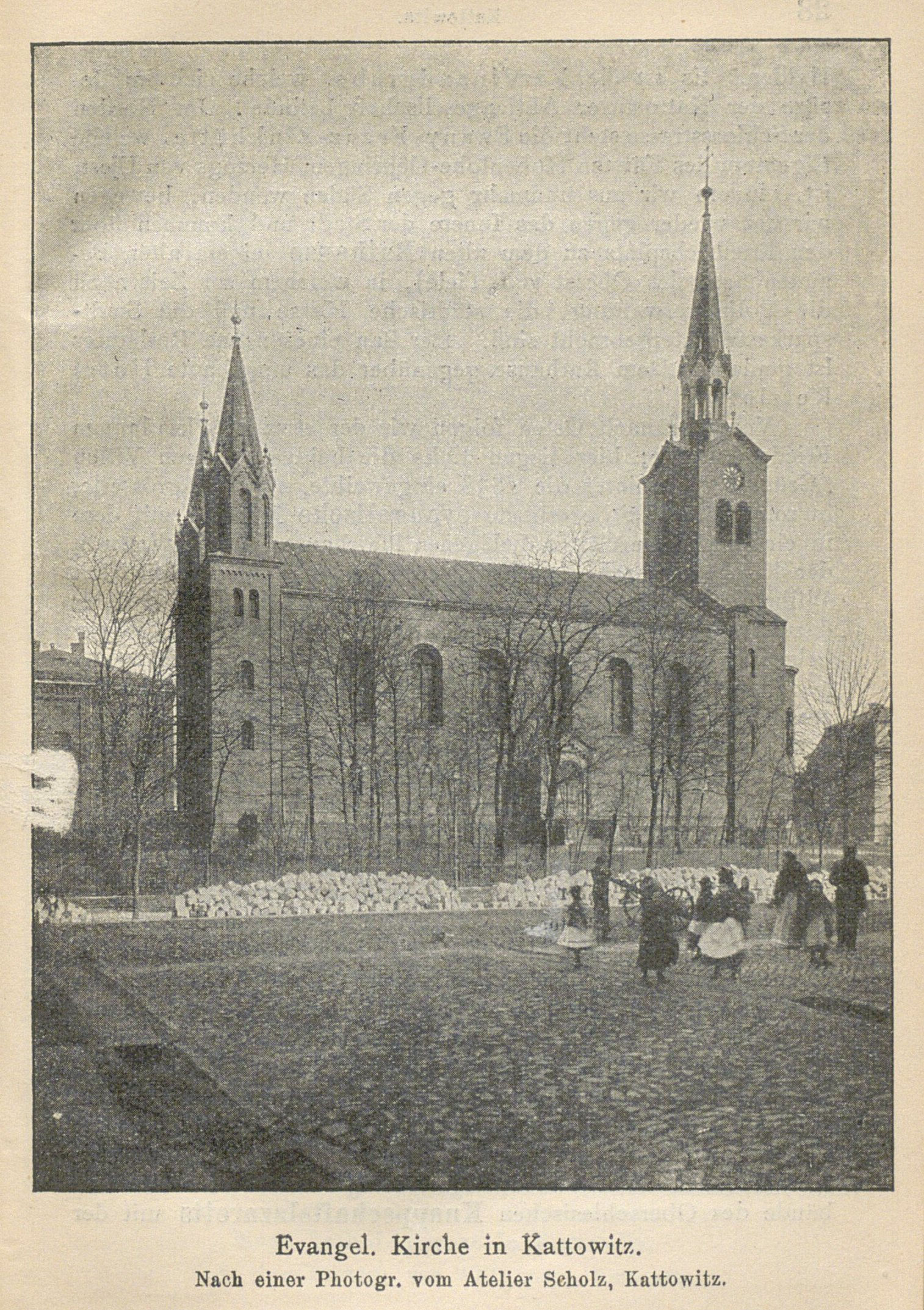
Kościół po pierwszej rozbudowie na zdjęciu sprzed 1899 roku

W 1883 roku obchodzono jubileusz 25-lecia parafii. W czasie uroczystego kazania proboszcz ks. Franciszek Kralik stwierdził, iż niezbędna jest rozbudowa kościoła, który miał pierwotnie służyć 1,2 tys. wiernym, a w 1883 roku musiał pomieścić ich 3,5 tys. (w 1866 roku w Katowicach żyło 888 ewangelików, a w 1880 roku około 2,2 tys.). Prace budowlane nad rozbudową świątyni trwały w latach 1887–1889. Przedłużono wówczas nawę o 8,25 m, od strony zachodniej dodano dwie wieże, a także powiększono wejście główne i założono na nowo wejście boczne. Projekt rozbudowy wykonał Paul Jackisch z Bytomia. Po przebudowie liczba miejsc siedzących wzrosła do 582.
Rozbudowa przyniosła jednak poprawę sytuacji na krótki czas, dlatego też zdecydowano się na ponowną, którą przeprowadzono w latach 1899–1902. Dobudowano wówczas dwa skrzydła boczne, transept i zakrystię, wewnątrz zbudowano empory, a przy organach miejsce dla chóru. Liczba miejsc siedzących wzrosła wówczas do 1 250. Projekt rozbudowy przygotował Friedrich Mettegang z Kolonii. Wtedy też rozbudowano organy, a nowy ołtarz wykonał rzeźbiarz Fink z Kolonii. Kościół zyskał wówczas swój ostateczny kształt, a przy przebudowie prócz głównego celu, jakim było ponowne zwiększenie przestrzeni dla wiernych, za ważne uznano także podkreślenie prestiżu parafii.

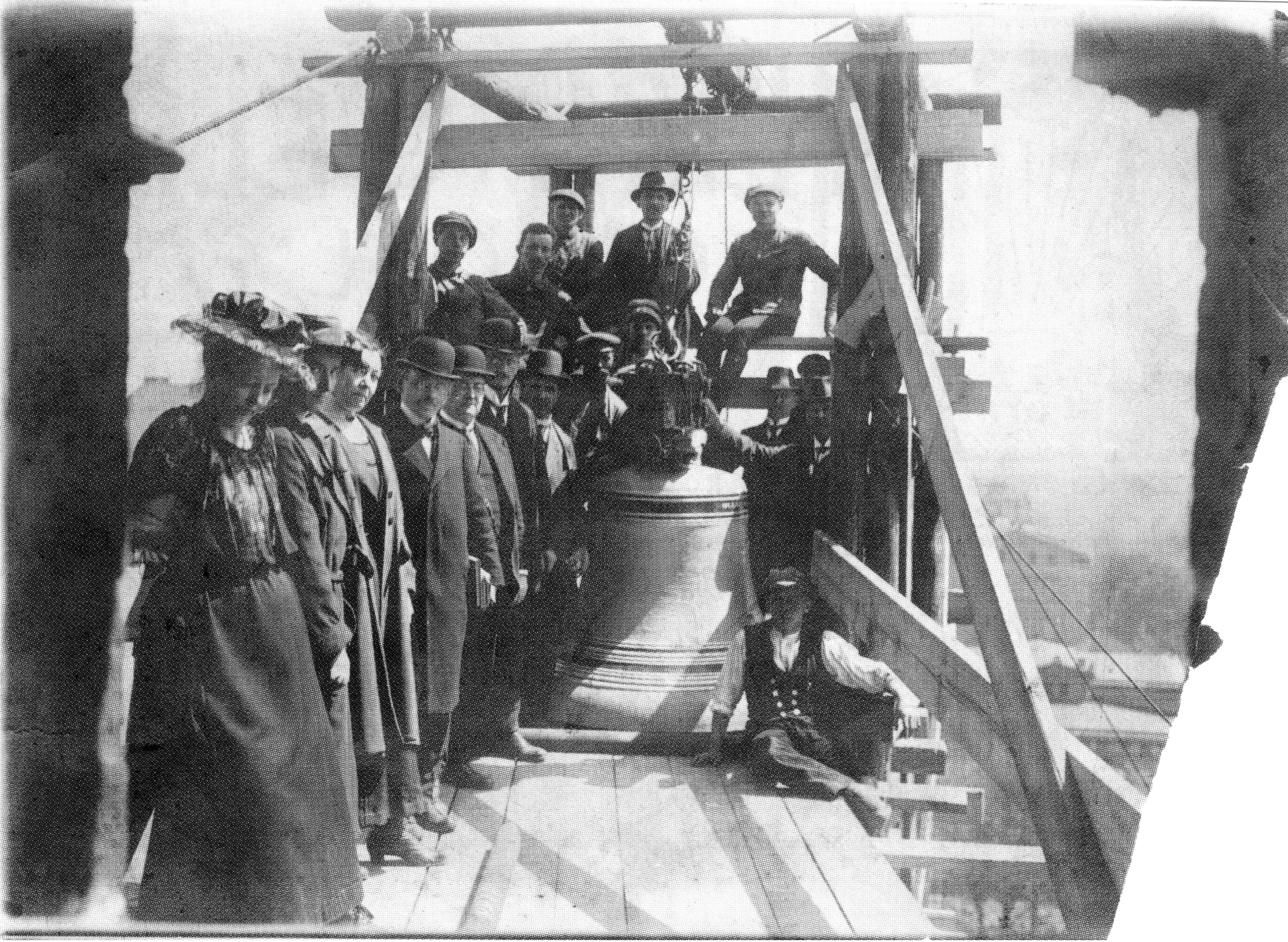
Uroczystość poświęcenia dzwonów kościoła Zmartwychwstania Pańskiego 23 września 1901 roku

W 1922 roku przeprowadzono remont generalny świątyni oraz rozbudowano organy.
Po zakończeniu II wojny światowej wierni na nabożeństwa musieli udawać się do sali konfirmacyjnej, gdyż w kwietniu 1945 roku na podstawie decyzji wojewody gen. Aleksandra Zawadzkiego kościół został przejęty przez katolików. Mieli oni używać go na czas remontu kościoła Mariackiego, lecz nie został on po tym czasie zwrócony ewangelikom i zorganizowano w nim parafię szkolną św. Andrzeja Boboli. Starania parafii ewangelickiej o odzyskanie swego kościoła trwały dwa lata i zakończyły się ostatecznie sukcesem w 1947 roku, głównie dzięki zabiegom proboszcza ks. Adama Hławiczki, ale kosztem odstąpienia trzech innych kościołów ewangelickich – w Bytomiu, Siemianowicach Śląskich i Hołdunowie.
W 1951 roku odmalowano wnętrze katowickiej świątyni. Zamalowano wówczas wstęgi z niemieckimi napisami, a także przerobiono oświetlenie, natomiast w latach 1955 i 1980 wyremontowano organy. 2 lutego 1982 kościół został wpisany do rejestru zabytków nieruchomych. W latach 1997–2000 przeprowadzono jego kompleksowy remont, m.in. oczyszczono fasadę zewnętrzną oraz przywrócono pierwotne malowanie wnętrza, wykonano także zewnętrzną iluminację bryły kościoła.
W 2001 roku wraz z wyborem ks. Tadeusza Szurmana na biskupa diecezji katowickiej świątynia stała się kościołem biskupim. Była nim do momentu rezygnacji ks. bp. Mariana Niemca ze stanowiska biskupa diecezjalnego.
W 2017 roku, w 500-lecie reformacji, przy południowym wejściu do świątyni odsłonięto monument upamiętniający 14 wybitnych ewangelików związanych z Katowicami.

## Architektura

### Architektura

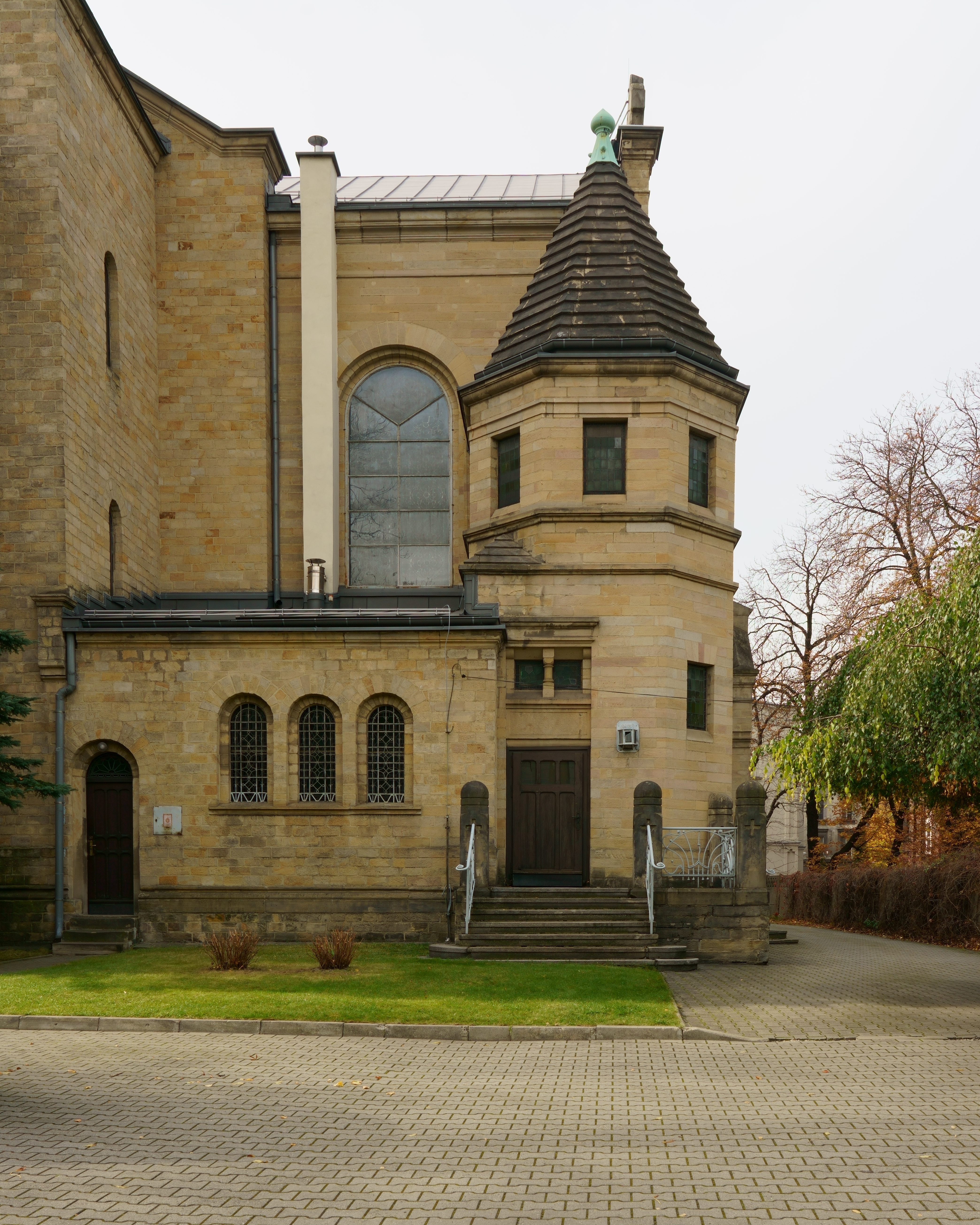
Północna wieżyczka oraz zakrystia kościoła ewangelickiego (2022)

Kościół Zmartwychwstania Pańskiego w Katowicach wzniesiony jest na planie krzyża łacińskiego, z transeptem od strony północnej i południowej i wydzielonym prezbiterium, zakończonym dostawioną od wschodu apsydą. Do kościoła przylega zakrystia oraz niewielkie wieżyczki ze schodami. 
Jest on obiektem murowanym z piaskowca. Nawa i transept kryte są dachami dwuspadowymi, wieżyczki dachami namiotowymi, prezbiterium dachem stożkowym, a ganek dachem dwuspadowym, dachy w większości są pokryte blachą. Powierzchnia użytkowa świątyni wynosi 1 304,5 m², a kubatura 13 450 m³.

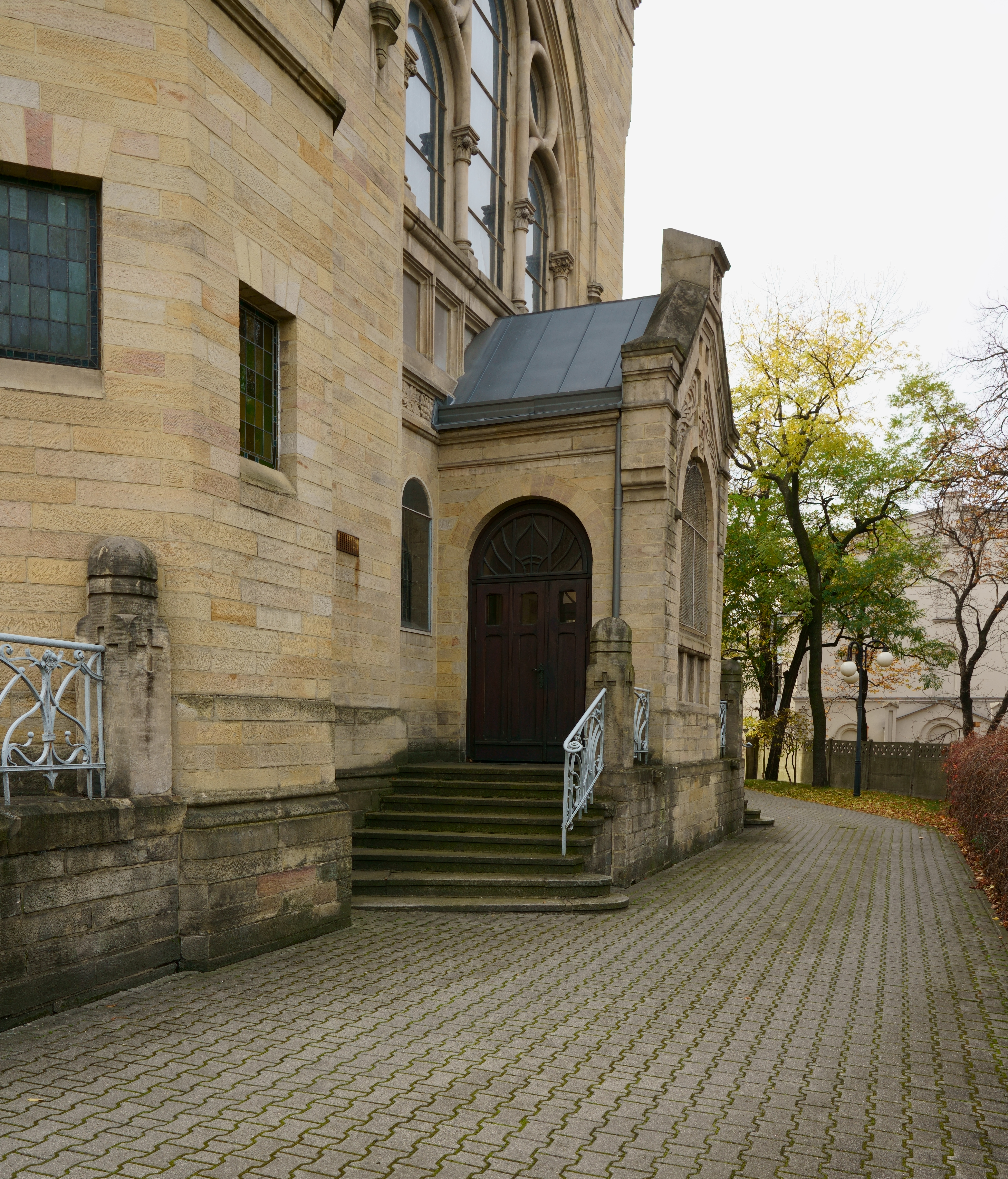
Kruchta w północnej części transeptu kościoła (2022)

Trójosiowa fasada kościoła, znajdująca się po jej zachodniej stronie, jest flankowana dwoma wieżami z krętymi kamiennymi schodami prowadzącymi na empory. Wieże fasady ujęte są w narożach w lizeny, a ostatnią ich kondygnację wydzielono gzymsem. Centralnie pomiędzy wieżami umieszczona jest kruchta z trzema okrągłołukowymi otworami drzwiowymi, a prowadzą do niej jednobiegowe schody granitowe. Drzwi w wejściu głównym są potrójne, drewniane, dwuskrzydłowe i płycinowe. Nad wejściem znajduje się tablica inskrypcyjna, pierwotnie w języku niemieckim, o treści: Kościół Ewangelicki W.A. / Zmartwychwstania Pańskiego / Pośw. 29.IX.1858r. / "Byłem umarły lecz oto żyję / na wieki wieków" / obj. 1,18. Kruchtę zwieńczono trójkątnym szczytem z dekoracyjnym arkadowym gzymsem, nad którym znajduje się rozeta i małe biforium.
Elewacja boczne (północna i południowa) są dziewięcioosiowe (1 oś wieży, 4 osie nawy, 1 oś transeptu oraz 3 osie wieżyczek przy transepcie), rozczłonkowane bryłami transeptu, kruchtami i wieżyczkami. Wieńczy je gzyms koronujący. Na zewnętrznych elewacjach transeptu znajdują się dodatkowo dekorujące je krzyże w kole z koroną cierniową i monogramem „IHS”. Okna dolne w elewacjach bocznych zamknięte łukiem pełnym są metalowe, w stałych ramiakach i mają witraże. Większe od nich okna górne zamknięte łukiem pełnym mają tę samą budowę.
Elewacja tylna (wschodnia) jest także rozczłonkowana i wielobryłowa, z centralne usytuowanym trójosiowym prezbiterium zamkniętym apsydą. Nad prezbiterium wznosi się wieża posiadająca biforia, zegary i glorietę z iglicą, a po jego bokach znajdują się dwie niższe, czteroosiowe bryły kaplic bocznych, flankowanych wieżyczkami przylegającymi do transeptu. Okna elewacji wschodniej są analogiczne jak bocznych, a w wieżyczkach przylegających do transeptu znajdują się prostokątne otwory.

### Wnętrze i wyposażenie

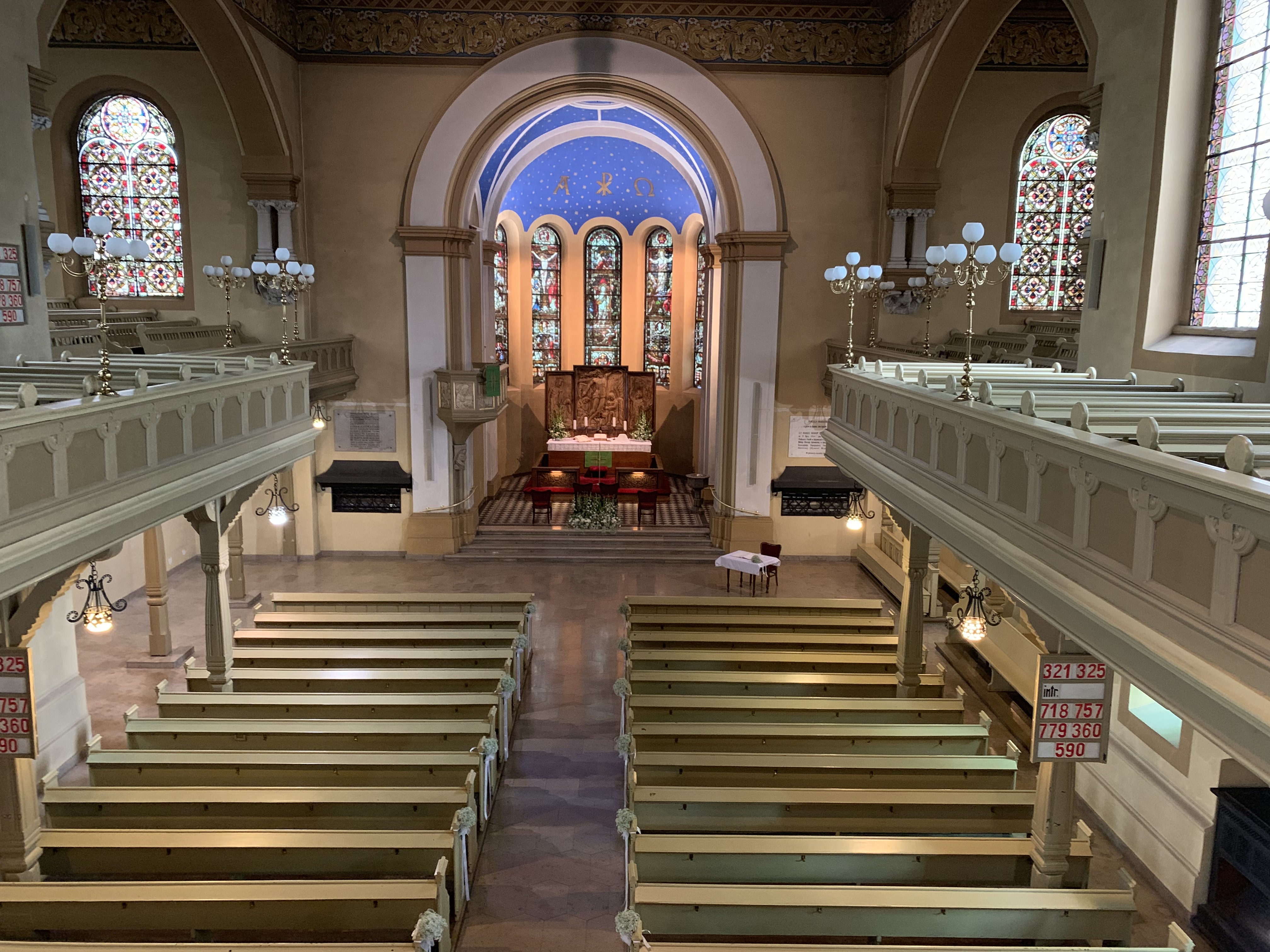
Widok na prezbiterium (2019)

Wnętrze kościoła jest jednoprzestrzenne, jednonawowe, z emporami umieszczonymi wzdłuż obydwóch stron nawy, transeptu, po stronie zachodniej obejmującymi prospekt organowy. Empory wsparte są na filarach drewnianych, a ich balustrady są pełne, z dekoracją snycerską wydzielającą płyciny. Prezbiterium wydzielone zostało łukiem tęczowym, w formie pilastrów połączonych archiwoltą.
Świątynia posiada 1250 miejsc siedzących.
Brązowy drewniany strop ozdobiony jest motywami liturgicznymi, w miejscu złączenia stropu ze ścianami wzdłuż naw zastosowano fryz z motywem lilii, a na sklepieniu prezbiterium znajdują się symbole chrystologiczne (Alfa i Omega).
Witraże w prezbiterium, przedstawiające sceny biblijne, ufundowali Tiele-Wincklerowie, a zostały wykonane przez firmę Reuter i Reichart z Kolonii w 2. połowie XIX wieku. Jest to pięć witraży przedstawiających sceny ze Starego Testamentu, popiersia proroków i sceny z Nowego Testamentu. Ponadto u dołu zamieszczono herby fundatorów. Układ witraży ma odzwierciedlać idee reformacji czyli Tablice Prawa i Łaski, a przedstawia (patrząc od lewej): 
- Rajskie Drzewo Życia – proroka Micheasza – Boże Narodzenie – Gwiazdę Betlejemską,
- Wywyższenie miedzianego węża – Króla Dawida – Ukrzyżowanie – Baranka Eucharystycznego,
- Zmartwychwstanie – Jonasza wyplutego przez wieloryba,
- Eliasza wstępującego do nieba – proroka Izajasza – Wniebowstąpienie – koronę królewską,
- Mojżesza z tablicami Dekalogu – proroka Joela – Zesłanie Ducha Świętego – gołębicę Ducha Świętego.

Witraże w transepcie zostały ufundowane przez rodzinę Zimmermanów i radcę miejskiego Forchmana. Pochodzą z 1901 roku, a zostały wykonane w pracowni Ferdinanda Müllera z Quedlinburga.

Wyposażenie kościoła Zmartwychwstania Pańskiego
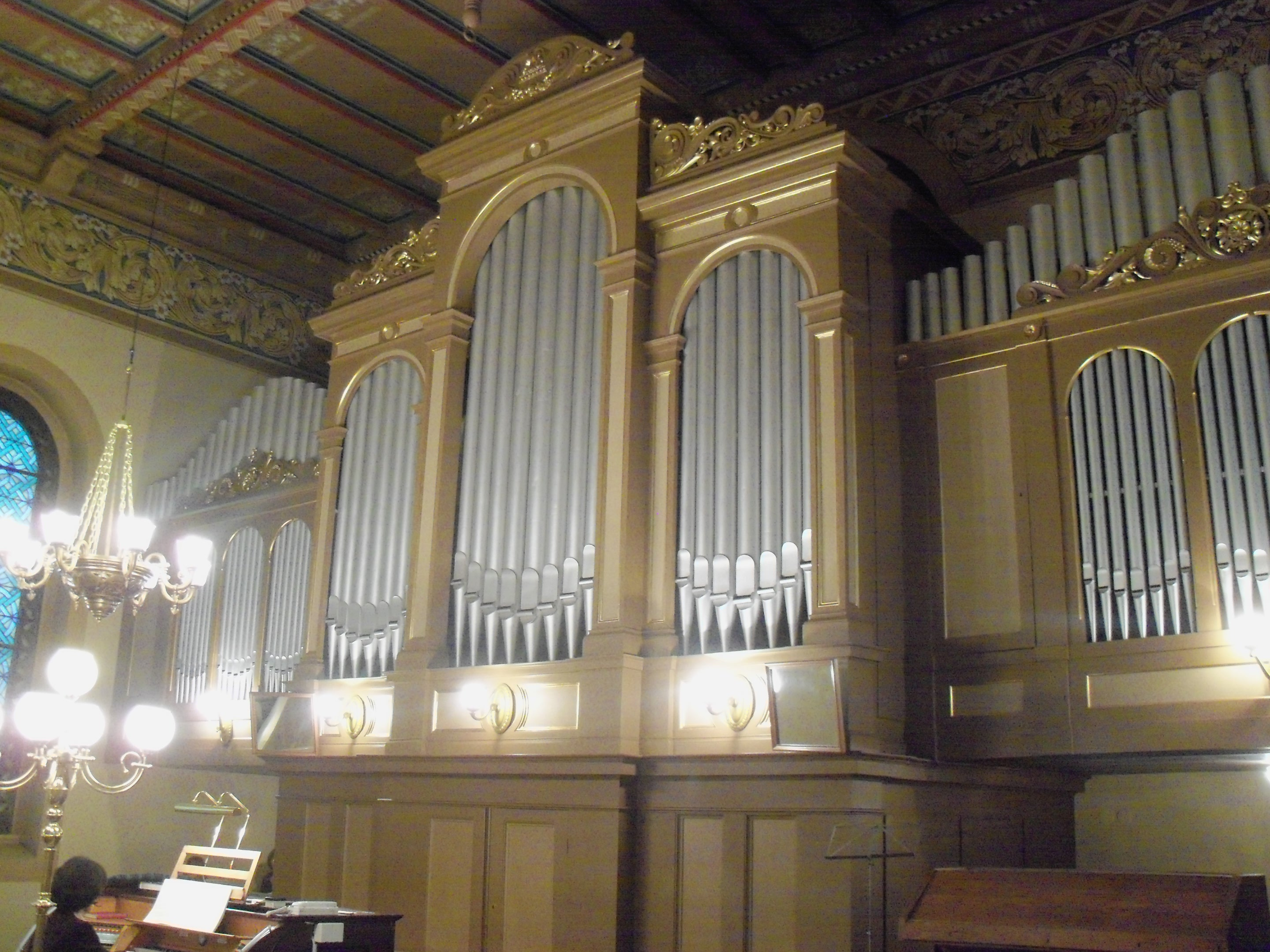
Organy kościelne (2011)
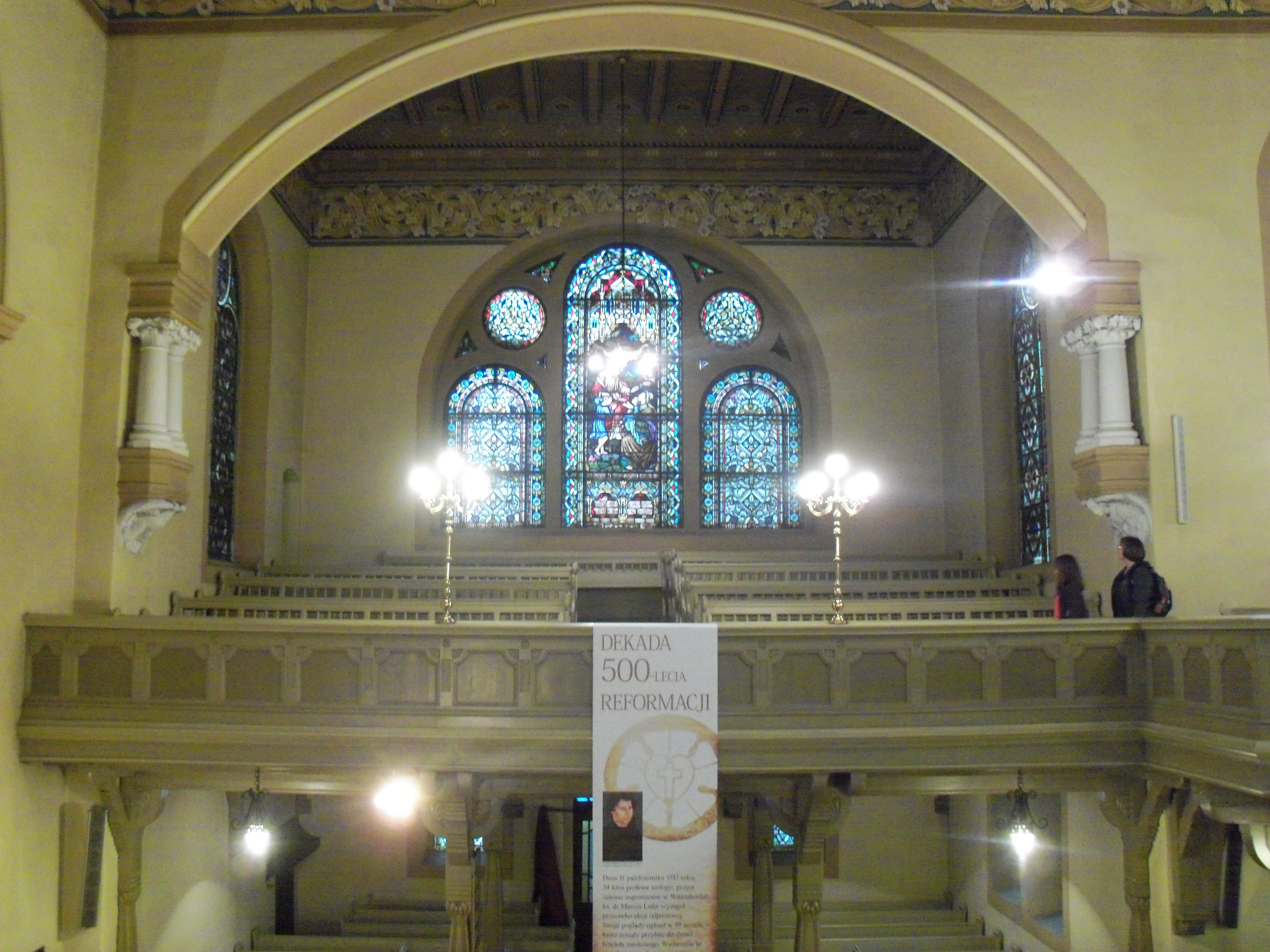
Empory w północnej części transeptu kościoła (2011)
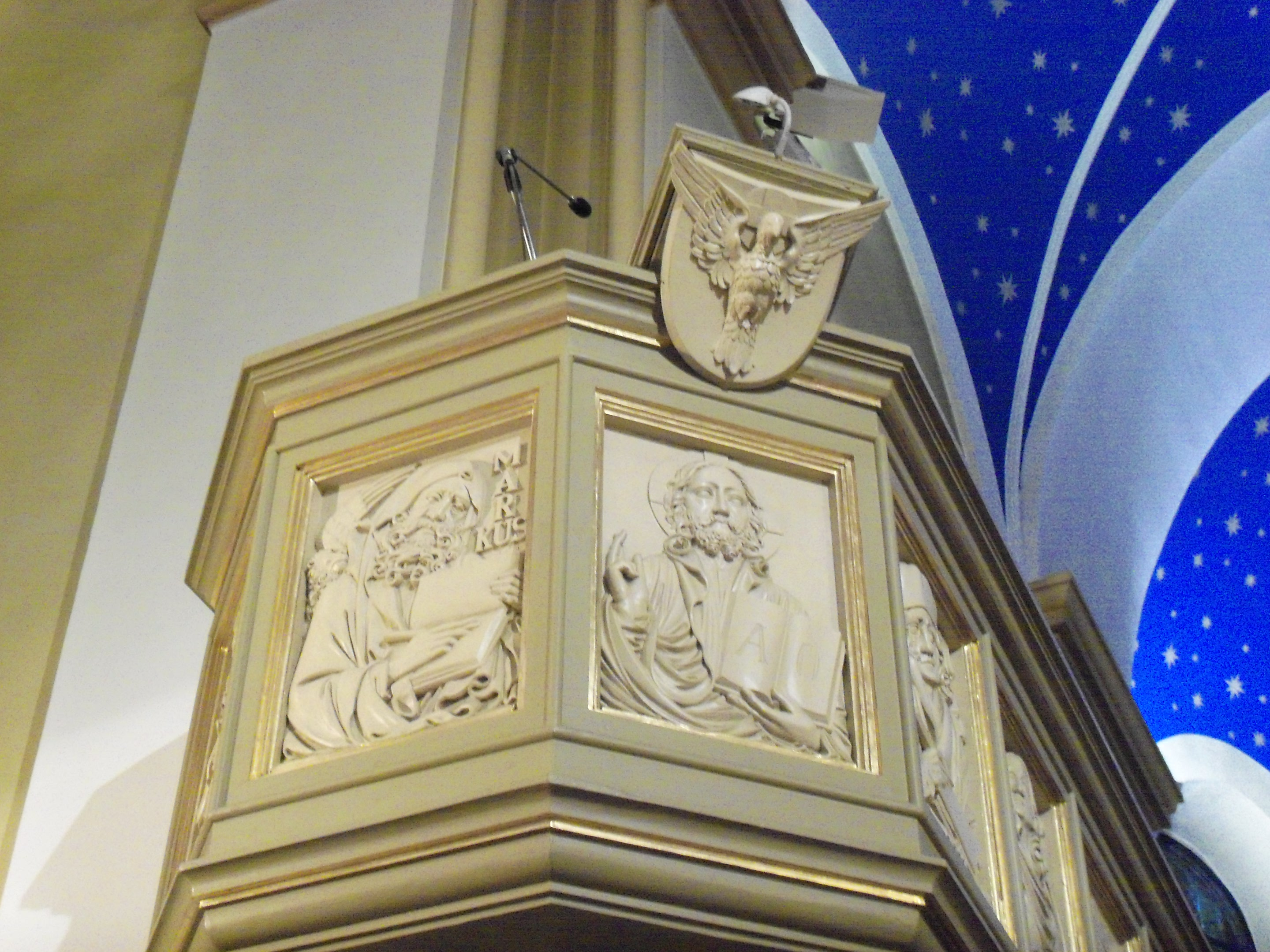
Ambona (2011)

W prezbiterium znajduje się drewniany ołtarz z 1949 roku wykonany przez rzeźbiarza Artura Cienciałę z Wisły. Składa się z mensy oraz nadstawy w formie tryptyku. W partii centralnej umieszczono wizerunek Chrystusa Zmartwychwstałego, co miało symbolizować zwycięstwo i odzyskanie świątyni przez ewangelików. Na lewo od ołtarza znajduje się oryginalna ambona, ozdobiona płycinami z płaskorzeźbami Chrystusa i czterech ewangelistów z ich symbolami.

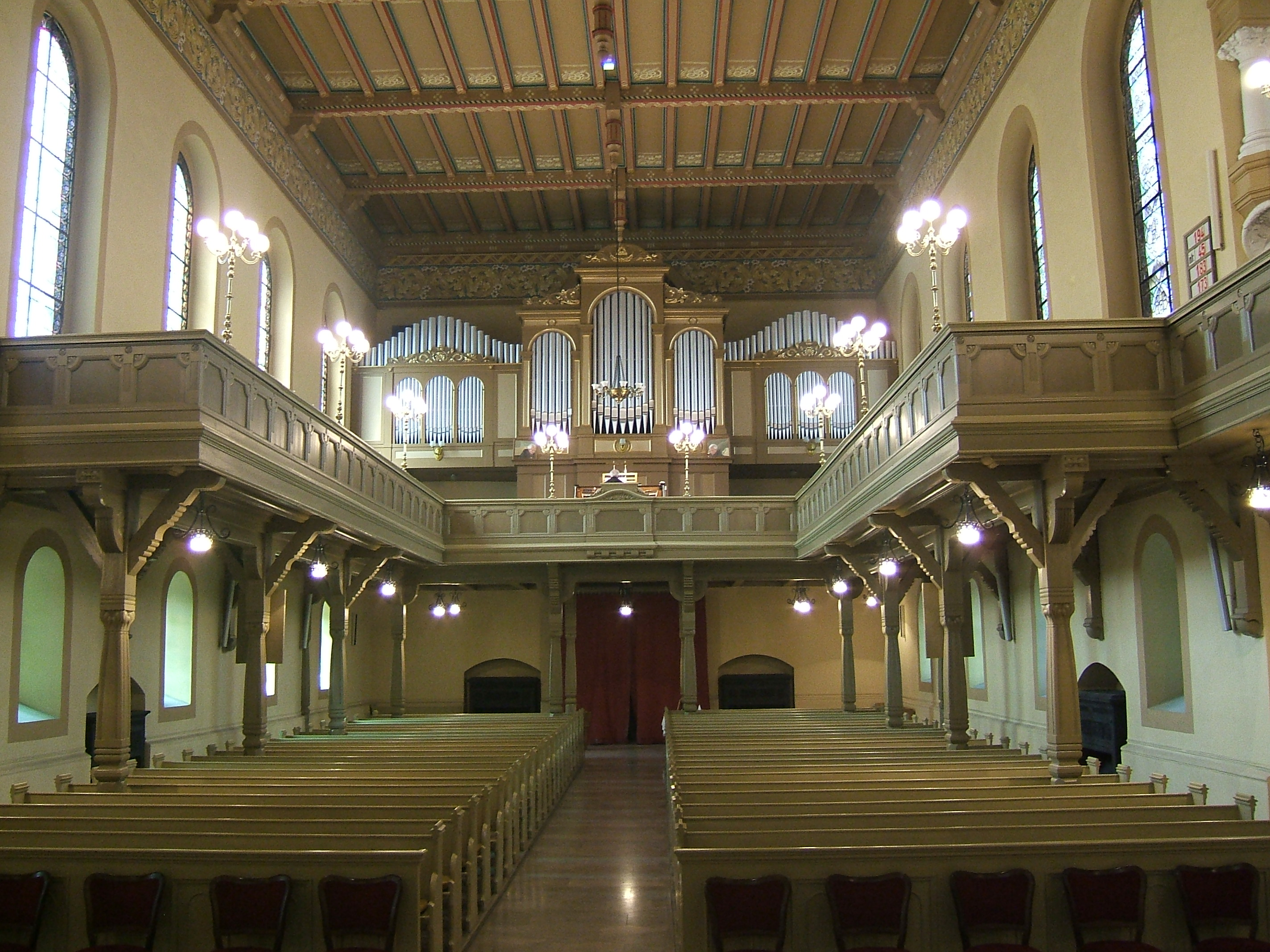
Wnętrze kościoła w kierunku wejścia głównego z prospektem organowym oraz emporami (2006)

Na prawo od ołtarza, we wnęce znajduje się chrzcielnica. Srebrna misa chrzcielna postawiona jest na kamiennym postumencie i opatrzona jest datą „1858. 29 września 1883” i cytatem z Pisma Świętego. Ufundowali ją w 1883 roku Maria Renate Grundmann i jej mąż Carl Mauve.
Pierwotne organy zamontowane w kościele w 1865 roku, zostały wykonane w zakładzie Carla Volkmanna z Gliwic. Były one kilkukrotnie rozbudowywane: w 1889, 1907 i 1922 roku. Podczas tej ostatniej przebudowy do starej szafy wmontowano organy wykonane w firmie Sauer z Frankfurtu nad Odrą. Instrument wyposażony jest w 52 głosy, trzy klawiatury ręczne i jedną nożną. Jest to największy instrument spośród wszystkich w ewangelickich kościołach diecezji katowickiej.
Po stronie południowej prezbiterium znajduje się kaplica chrztów im. ks. Rudolfa Barona, której ściany zdobią malowane motywy roślinne w odcieniu ciemnoniebieskim na szaroniebieskim tle. Kaplica nakryta jest drewnianym stropem kasetonowym zdobionym malowanymi kasetonami z rozetami o motywach roślinnych, a na ścianie kaplicy wisi tabliczka z biografią patrona. W północnym ramieniu transeptu kościoła znajduje się niewielka sala muzealna oraz odsłonięta w 1947 roku tablica upamiętniająca księży ewangelickich i działaczy kościelnych, którzy zginęli w czasie II wojny światowej. W południowym transepcie wmurowano tablicę poświęconą bp. Tadeuszowi Szurmanowi, a w przedsionku umieszczono tablicę z listą proboszczów ewangelickiej parafii.
W kościele zamontowane są trzy dzwony. Instrumenty te o wadze 1286 kg, 640 kg i 375,5 kg i tonacjach es, g oraz b wykonano firmie Bochumer Verein. Jeden z tych dzwonów stracił swoje pierwotne brzmienie podczas walk o Katowice 4 września 1939 roku. 
30 marca 2025 roku odbyła się uroczystość przekazania katowickiej parafii ewangelicko-augsburskiej nowego dzwonu, który ufundowała archidiecezja katowicka. Dzwon ten, o tonacji c", waży niespełna 300 kg i został odlany w Ludwisarni Felczyńskich, w Taciszowie. Naniesiono na nim inskrypcję o treści: „Dar archidiecezji katowickiej dla ewangelicko-augsburskiej katedry Zmartwychwstania Pańskiego w Katowicach Anno Domini 2025”.
|   | Waga        | Ton     | Średnica | Rok odlania | Odlewnia                           |
| - | ----------- | ------- | -------- | ----------- | ---------------------------------- |
| 3 | ok. 290 kg  | c"      | 74,5 cm  | 2025        | Ludwisarnia Felczyńskich, Taciszów |
| 2 | ok. 700 kg  | g'      | 117 cm   | 1922        | Bochumer Verein, Bochum            |
| 1 | ok. 1300 kg | es' (+) | 144,5 cm | 1922        | Bochumer Verein, Bochum            |

## Otoczenie
Kościół Zmartwychwstania Pańskiego położony jest przy ulicy Warszawskiej 18 w Katowicach, na terenie dzielnicy Śródmieście. Jest on orientowany i znajduje się na działce wydzielonej ogrodzeniem, w otoczeniu zieleni.
W sąsiedztwie kościoła ewangelickiego, przy ulicy Szkolnej 5 znajduje się budynek szkolny poświęcony 27 sierpnia 1860 roku. W 1873 roku stał się placówką komunalną. Budynek ten, podobnie jak sam kościół, wzniesiony jest w stylu okrągłołukowym. 28 września 1875 roku oddano do użytku budynek plebanii znajdujący się przy ulicy Warszawskiej 18. W 1908 roku wzniesiono kolejny budynek parafialny, mieszczący się przy ulicy Bankowej 8. Przez lata mieścił się w nim Wydział Prawa i Administracji Uniwersytetu Śląskiego w Katowicach, a później Wyższą Szkołę Zarządzania i Ochroną Pracy w Katowicach.

## Galeria

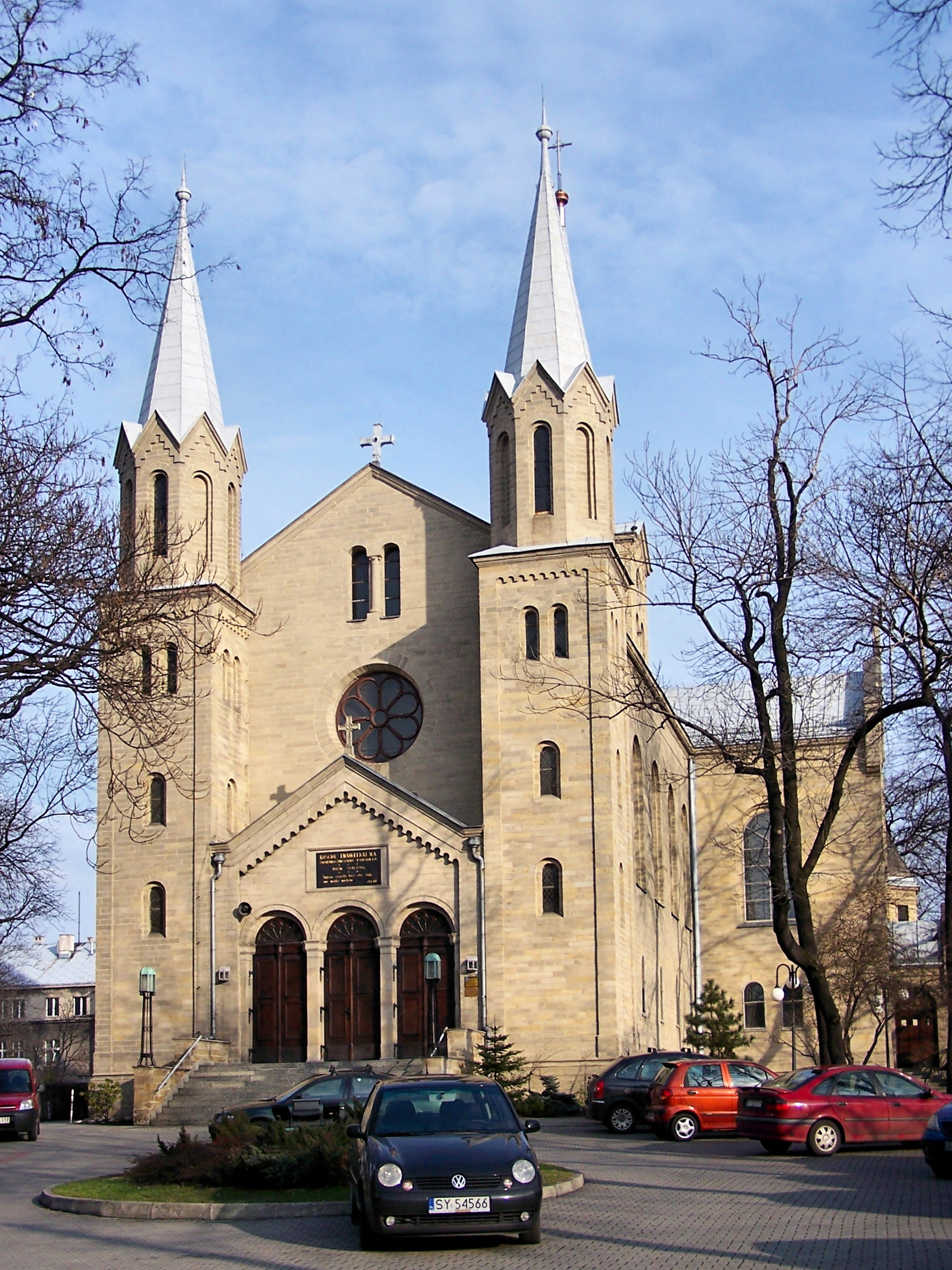
Kościół od frontu (2007)
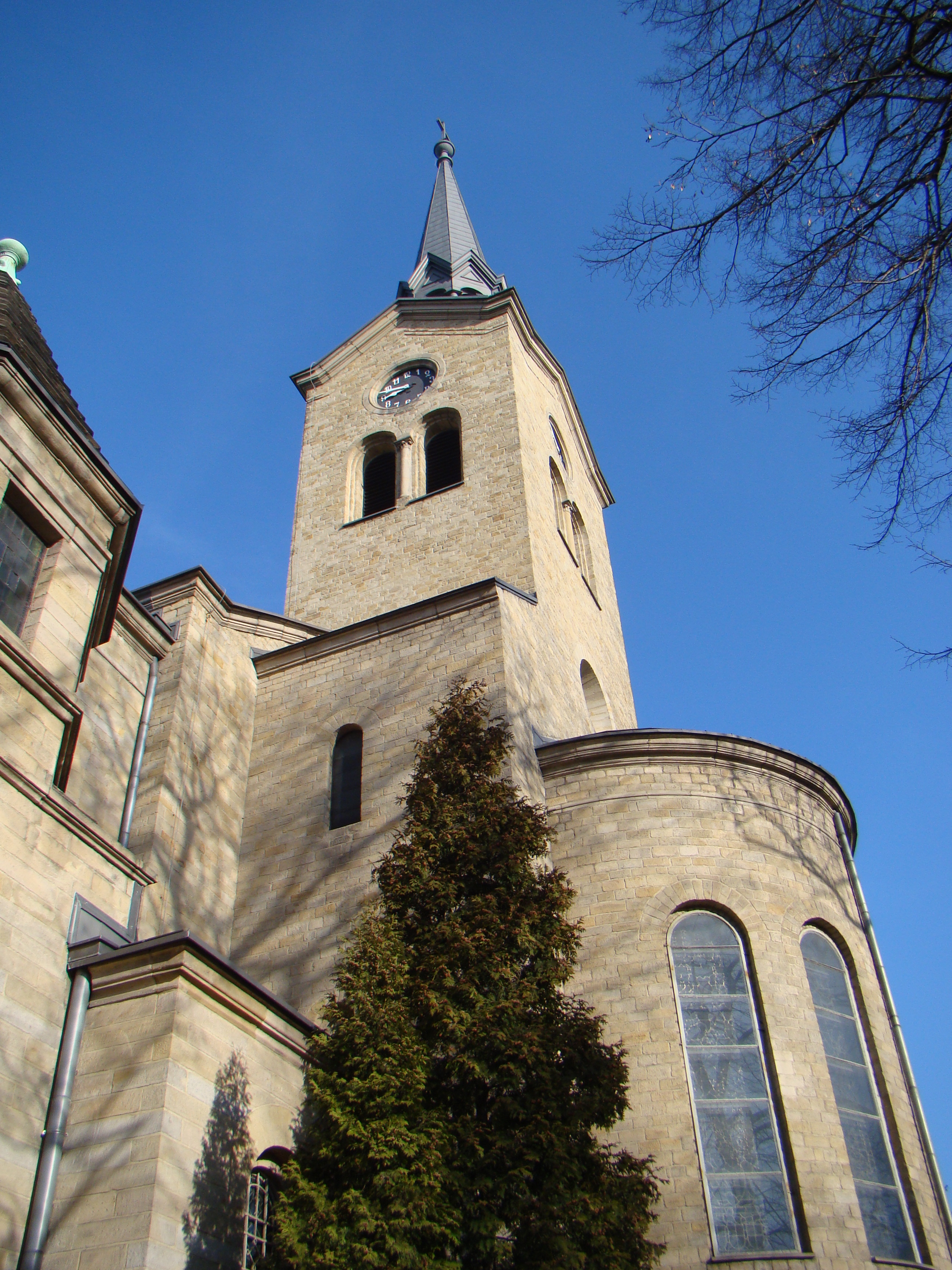
Apsyda oraz wieża kościoła (2014)
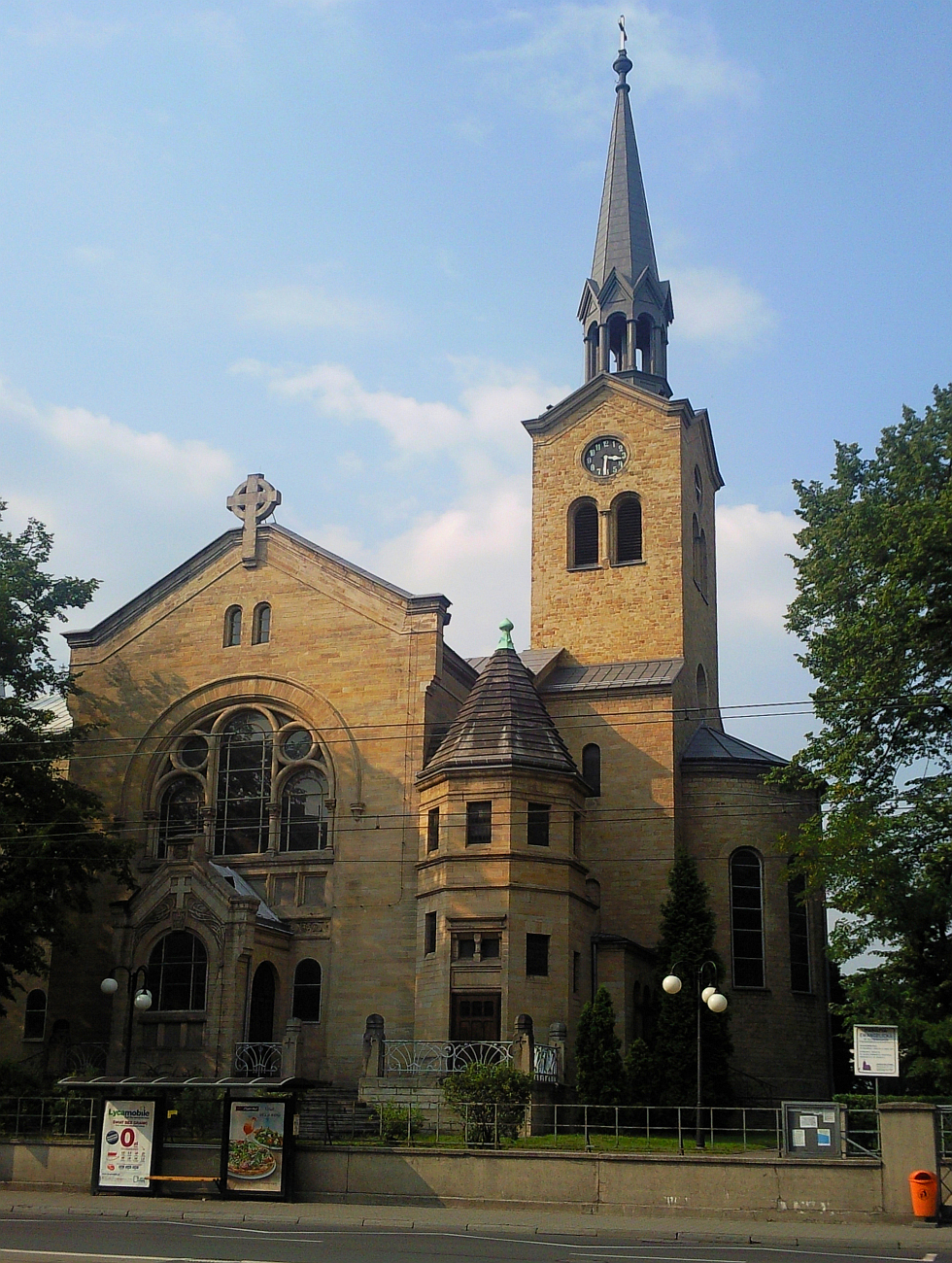
Kościół od strony ulicy Warszawskiej (2012)
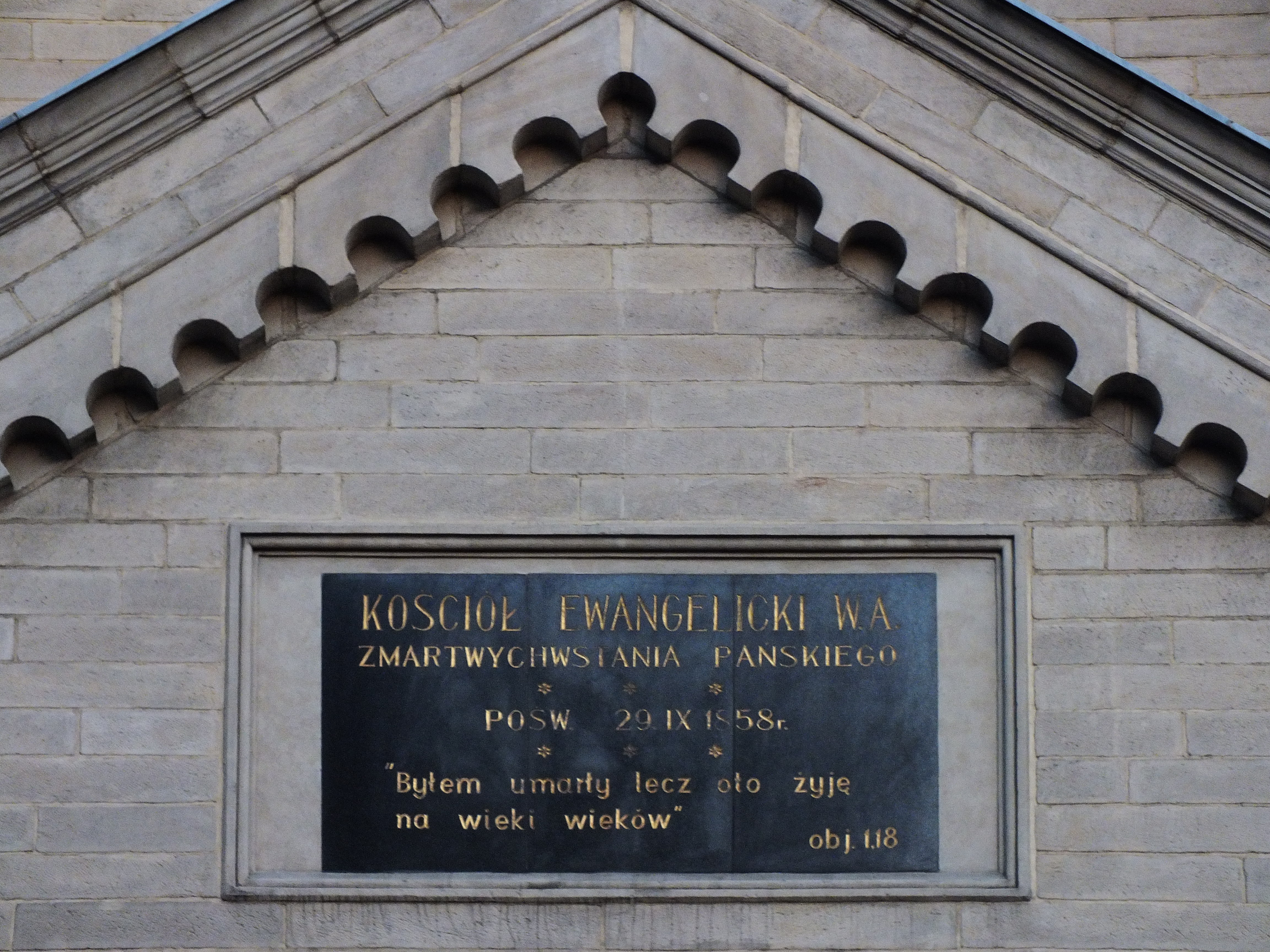
Tablica z datą poświęcenia kościoła (2015)
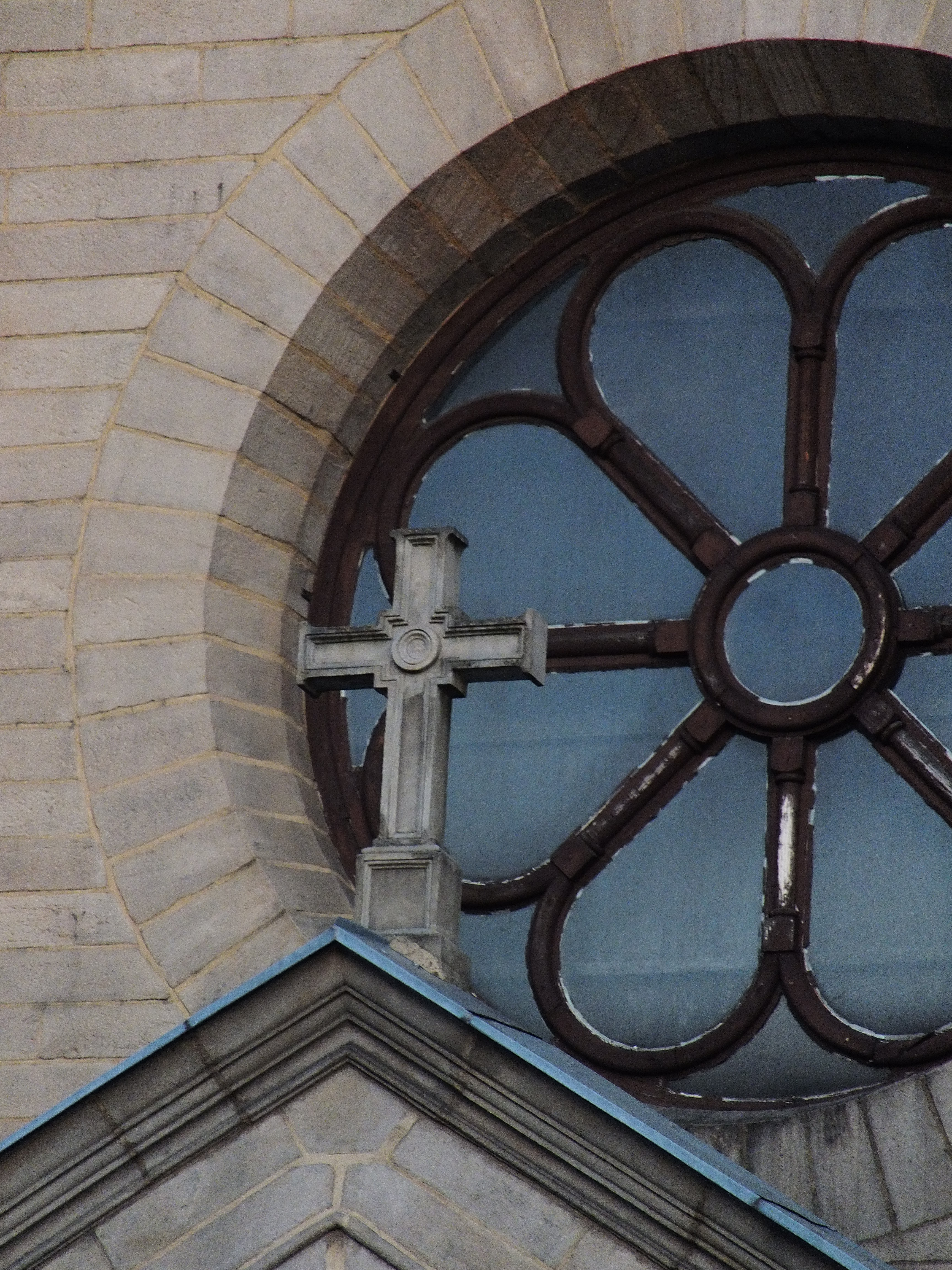
Krzyż wieńczący frontową kruchtę oraz fragment rozety (2015)
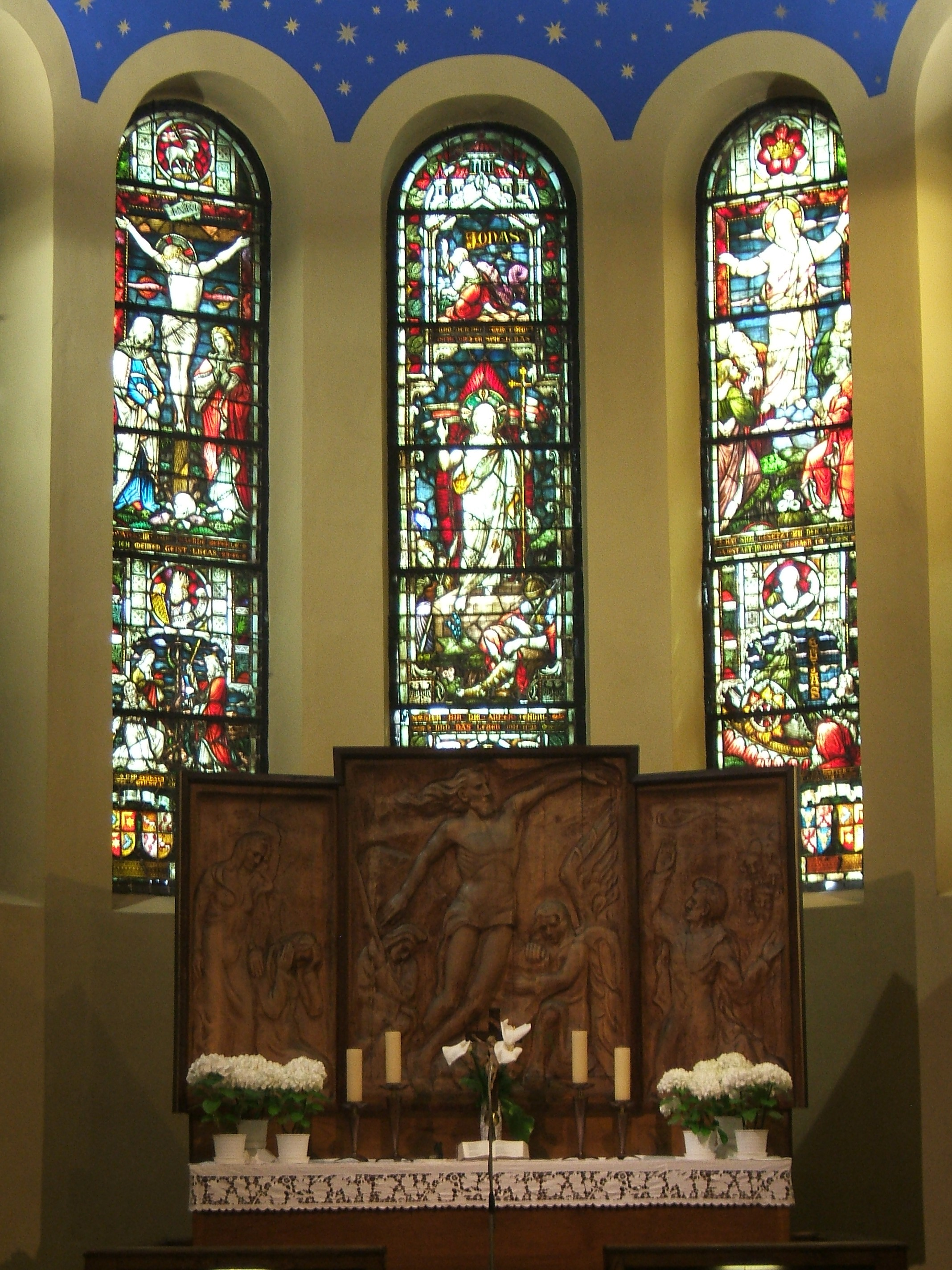
Ołtarz oraz witraże we wnętrzu kościoła (2006)